# Riaño
Riaño és un municipi de la província de Lleó a la comunitat autònoma de Castella i Lleó. Forma part de la comarca de la Montaña Oriental. La seva història recent està marcada per la polèmica construcció de l'embassament de Riaño, que va inundar l'antic enclavament del poble i set poblets més de la vall de Riaño.

## Demografia
| Variació demogràfica del municipi entre 1991 i 2005 | Variació demogràfica del municipi entre 1991 i 2005 | Variació demogràfica del municipi entre 1991 i 2005 | Variació demogràfica del municipi entre 1991 i 2005 | Variació demogràfica del municipi entre 1991 i 2005 |
| --------------------------------------------------- | --------------------------------------------------- | --------------------------------------------------- | --------------------------------------------------- | --------------------------------------------------- |
| 2005                                                | 2004                                                | 2001                                                | 1996                                                | 1991                                                |
| 539                                                 | 547                                                 | 560                                                 | 540                                                 | 556                                                 |

## Personatges il·lustres
- Imanol Arias, actor.